# Snail Mail
Snail Mail es el proyecto de indie rock en solitario de la guitarrista y cantautora estadounidense Lindsey Jordan. En 2015, ella comenzó a interpretar sus canciones en vivo con su banda y lanzó el EP Habit en 2016. El álbum debut de Snail Mail, Lush, fue lanzado el 8 de junio de 2018 a través de Matador Records. 
Lush de Snail Mail fue nominado en la categoría Artista/Lanzamiento Revelación y Mejor Álbum Rock en los Premios Libera 2019. 
Lindsey Jordan lanzó su EP Sticki en solitario en 2015 y tocó en varios shows en vivo con su nueva banda bajo el nombre de Snail Mail. A ella se unieron Ryan Vieira tocando el bajo y Shawn Durham en la batería. Después de completar una breve gira en 2016, Jordan lanzó el EP titulado Habit bajo Sister Polygon Records, que recibió atención luego de aparecer en varios de los principales sitios de música de los EE. UU., y firmaron con la discográfica Ground Control Touring. Pitchfork agregó la canción de apertura del EP, «Thinning», a su serie Mejor Nuevo Tema.
Snail Mail, ahora con el bajista Alex Bass y el baterista Ray Brown, recorrió América del Norte ampliamente en 2017 y apoyó a Priests, Girlpool, Waxahatchee y Beach Fossils. Jordan firmó con Matador Records en septiembre de 2017 y su álbum debut de estudio, Lush, fue lanzado el 8 de junio de 2018, el cual recibió críticas generalmente positivas. Snail Mail realizó su primera gira como titular a principios de 2018.

## Recepción de la crítica
Snail Mail ha sido bien recibida por la crítica. Su sonido ha sido descrito como una reminiscencia del sonido de los años 90, «reconfigurando la música de la década en que nacieron». Las influencias de la banda incluyen Sonic Youth, Liz Phair, Cat Power, The Cranberries, Pavement, The Velvet Underground, Paramore y Fiona Apple. Pitchfork describió las letras de Snail Mail como «emocionalmente sabias, musicalmente claras, y abarcan el ahora y el futuro del indie rock». La revista Rolling Stone le dio al álbum debut de Snail Mail Lush tres estrellas y media, pero describió el potencial de Lindsey Jordan y su música como «el trabajo de una prodigio de indie rock».

## Banda de acompañamiento
Miembros
- Lindsey Jordan - voz, guitarra
- Alex Bass - bajo
- Ray Brown - batería
- Madeline McCormack - guitarra y teclado

Antiguos miembros
- Ryan Vieira — bajo
- Shawn Durham — batería
- Daniel Butko — guitarra

Kelton Young — guitar
Ian Eylenbekov — guitar

## Discografía
Álbumes de estudio
- Lush (2018)
- Valentine (2021)

EPs
- Sticki (2015)
- Habit (2016)